# مخطوطة القرآن التيمورية
مخطوطة القرآن الكريم التيمورية (تُعرف أيضًا باسم مخطوطة القرآن الكريم الأقويونلو) هي مخطوطة قرآنية تيمورية من القرن الخامس عشر من إيران، ورقها أُنتج من الصين المينغية. في 25 حزيران 2020، بِيعَت في مزاد علني في كريستيز مقابل 7،016،250 جنيهًا إسترلينيًا، متجاوزة قيمتها المقدرة بأكثر من اثني عشر ضعفًا مما يجعلها أغلى مخطوطة قرآنية بِيعَت على الإطلاق في ذلك الوقت.

## الوصف
تتكون المخطوطة من 534 ورقة، بحجم 22.6 × 15.5 سم، الورق يتكون إلى حد كبير من ورق مصبوغ ومزخرف بالذهب صُنعَت في الصين في عهد أسرة مينغ. زُود هذا الورق باللون الأبيض الرَّصاصي [الإنجليزية]، ويوصف بأنه ذو ملمس ناعم يشبه الحرير. وهو متعدد الألوان، من الوردي والأرجواني والقشدي والبرتقالي والأزرق والفيروزي، وتحتوي بعض الصفحات على صور لمناظر طبيعية ونباتات وطيور مُوضحةً الفنون الإسلامية وخاصةً الفارسية في خط القرآن الكريم. كُتبَت المخطوطة باللغة العربية بخط النسخ، مع استخدام خط الثلث لعناوين السور والأجزاء الثلاثين.

## الجدل
وقد أدان العديد من الأكاديميين بيع المخطوطة، حيث زعموا أن القيام بذلك يقوض قيمتها التاريخية والثقافية والروحية، ويقلل من إمكانية دراستها وعرضها في المكتبات أو المتاحف. وقد أثيرت أيضًا تساؤلات حول مصدرها، حيث ذكر النقاد أن إخفاء كريستيز لتفاصيلها قبل ثمانينيات القرن العشرين قد يحجب حالات محتملة من نهب واتجار الاستعمار الإنجليزية للمخطوطات الإسلامية في إيران.